# Conesus (New York)
Ne doit pas être confondu avec Conesus (CDP, New York).
Conesus est une ville du comté de Livingston, dans l'État de New York, aux États-Unis,. En 2010, elle comptait une population de 2 473 habitants.

## Démographie
Lors du recensement de 2010, la ville comptait une population de 2 473 habitants. Elle est estimée, en 2016, à 2 409 habitants.